# Episodi di Adventures of Superman (sesta stagione)
La sesta stagione della serie TV Adventures of Superman è andata in onda negli Stati Uniti d'America dal 3 febbraio 1958 al 28 aprile 1958.
| nº   | Titolo originale         | Titolo italiano | Prima TV USA      | Prima TV Italia |
| ---- | ------------------------ | --------------- | ----------------- | --------------- |
| 1.01 | The Last Knight          |                 | 3 febbraio 1958   |                 |
| 1.02 | The Magic Secret         |                 | 23 settembre 1958 |                 |
| 1.03 | Divide and Conquer       |                 | 17 febbraio 1958  |                 |
| 1.04 | The Mysterious Cube      |                 | 24 febbraio 1958  |                 |
| 1.05 | The Atomic Captive       |                 | 3 marzo 1958      |                 |
| 1.06 | The Superman Silver Mine |                 | 10 marzo 1958     |                 |
| 1.07 | The Big Forget           |                 | 17 marzo 1958     |                 |
| 1.08 | The Gentle Monster       |                 | 24 marzo 1958     |                 |
| 1.09 | Superman's Wife          |                 | 31 marzo 1958     |                 |
| 1.10 | Three in One             |                 | 7 aprile 1958     |                 |
| 1.11 | The Brainy Burro         |                 | 14 aprile 1958    |                 |
| 1.12 | The Perils of Superman   |                 | 21 aprile 1958    |                 |
| 1.13 | All That Glitters        |                 | 28 aprile 1958    |                 |